# 129149 Richwitherspoon
129149 Richwitherspoon este o planetă minoră (asteroid) din centura de asteroizi. A fost descoperită pe 3 martie 2005 la Catalina Station⁠(d) de Catalina Sky Survey. 
Obiectul prezintă o orbită caracterizată de o semiaxă mare de 2,6031563438156 UAi, o excentricitate de 0,06, o înclinație de 1,7 ° în raport cu ecliptica.